# Berkshire Renegades
I Berkshire Renegades sono una squadra di football americano di Reading, in Inghilterra; fondati nel 1985 come Reading Renegades, hanno chiuso nel 1990, per poi riaprire nel 2005 e divenire Berkshire Renegades nel 2009.

## Dettaglio stagioni

### Tornei nazionali

#### Campionato

##### BAFA NL Premiership
| Stagione | regular season | regular season | regular season | regular season | regular season | regular season | playoff | playoff | playoff | playoff | playoff | playoff   | playoff    |
|          | Vin            | Par            | Per            | Tot            | PF             | PS             | Vin     | Per     | Tot     | PF      | PS      | risultato | avversaria |
| -------- | -------------- | -------------- | -------------- | -------------- | -------------- | -------------- | ------- | ------- | ------- | ------- | ------- | --------- | ---------- |
| 2014     | 3              | 0              | 5              | 8              | 82             | 240            | -       | -       | -       | -       | -       | -         | -          |
| Totale   | 3              | 0              | 5              | 8              | 82             | 240            | -       | -       | -       | -       | -       |           |            |

Fonti: Enciclopedia del Football - A cura di Massimo Mezzetti

##### BAFA NL Division One
| Stagione | regular season | regular season | regular season | regular season | regular season | regular season | playoff | playoff | playoff | playoff | playoff | playoff   | playoff    |
|          | Vin            | Par            | Per            | Tot            | PF             | PS             | Vin     | Per     | Tot     | PF      | PS      | risultato | avversaria |
| -------- | -------------- | -------------- | -------------- | -------------- | -------------- | -------------- | ------- | ------- | ------- | ------- | ------- | --------- | ---------- |
| 2018     | 6              | 1              | 3              | 10             | 279            | 186            | -       | -       | -       | -       | -       | -         | -          |
| Totale   | 6              | 1              | 3              | 10             | 279            | 186            | -       | -       | -       | -       | -       |           |            |

Fonti: Enciclopedia del Football - A cura di Massimo Mezzetti

##### BAFA NL Division Two
| Stagione | regular season | regular season | regular season | regular season | regular season | regular season | playoff | playoff | playoff | playoff | playoff | playoff                              | playoff             |
|          | Vin            | Par            | Per            | Tot            | PF             | PS             | Vin     | Per     | Tot     | PF      | PS      | risultato                            | avversaria          |
| -------- | -------------- | -------------- | -------------- | -------------- | -------------- | -------------- | ------- | ------- | ------- | ------- | ------- | ------------------------------------ | ------------------- |
| 2016     | 9              | 0              | 1              | 10             | 309            | 61             | 0       | 1       | 1       | 13      | 27      | Quarti di finale Southern conference | Cambridgeshire Cats |
| 2017     | 9              | 0              | 1              | 10             | 432            | 112            | 3       | 0       | 3       | 87      | 51      | Campioni Southern Conference         | Wembley Stallions   |
| 2022     | 5              | 0              | 3              | 8              | 110            | 69             | -       | -       | -       | -       | -       | -                                    | -                   |
| Totale   | 23             | 0              | 5              | 28             | 851            | 242            | 3       | 1       | 4       | 100     | 78      |                                      |                     |

Fonti: Enciclopedia del Football - A cura di Massimo Mezzetti

### Riepilogo fasi finali disputate
| Anno              | Luogo | Evento               | Fase del torneo                      | Incontro                                  | Risultato |
| 21 agosto 2016    |       | BAFA NL Division One | Quarti di finale Southern Conference | Berkshire Renegades - Cambridgeshire Cats | 13 - 27   |
| 10 settembre 2017 |       | BAFA NL Division One | Finale Southern Conference           | Wembley Stallions - Berkshire Renegades   | 17 - 20   |